# Gamajunova, buhta
Gamajunova, buhta är en vik i Antarktis. Den ligger i Östantarktis. Australien gör anspråk på området.